# Gare de Dugny - La Courneuve
Ne doit pas être confondu avec Gare de La Courneuve - Aubervilliers.
La gare de Dugny - La Courneuve - Parc Georges Valbon est une gare ferroviaire française de la ligne de Sartrouville à Noisy-le-Sec (tangentielle légère nord), ouverte en même temps que le premier tronçon de la ligne 11 du tramway d'Île-de-France, le 1er juillet 2017. Elle se situe à côté du parc de La Courneuve sur le territoire de La Courneuve, près de Dugny, en Seine-Saint-Denis.

## Histoire

### La gare de Grande ceinture
Le 2 janvier 1882 ouvre au trafic des voyageurs, sur la ligne de Grande Ceinture, la section Achères – Noisy-le-Sec. Un bâtiment voyageurs nommé La Courneuve-Dugny, identique à celui de Stains-Grande-Ceinture, est construit en 1903. Il se situe à 3,145 km de ce dernier et à 1,830 km de la gare du Bourget-Grande Ceinture.
En 1915, le Service des essences des armées implante un dépôt destiné au triage des bidons vides. L'aéroport du Bourget étant proche, la gare de La Courneuve-Dugny devient, dès l'année suivante, tête de ligne de l’embranchement militaire établi pour la desserte de la Réserve générale d’aviation (RGA).
La gare ferme le 15 mai 1939 lors de la cessation du trafic sur la section nord comprise entre Versailles-Chantiers et Juvisy via Argenteuil. Longtemps réservée au fret, elle est aujourd'hui détruite.

### La nouvelle gare
Pendant les études de la Tangentielle légère nord (futur T11), la gare de Dugny reste encore optionnelle en 1999. Sa réalisation est soutenue par le ministre des Transports Jean-Claude Gayssot qui pointe l'intérêt de desservir des manifestations festives sur l'Aire des vents, comme la Fête de l'Humanité (qu'elle desservira de 2017 à 2021 avant sa relocalisation en Essonne). Si le ministre s’accommoderait d'une gare non desservie toute l'année, le maire de Dugny la demande permanente tout en acceptant éventuellement que certaines missions non omnibus éludent la gare aux heures creuses.

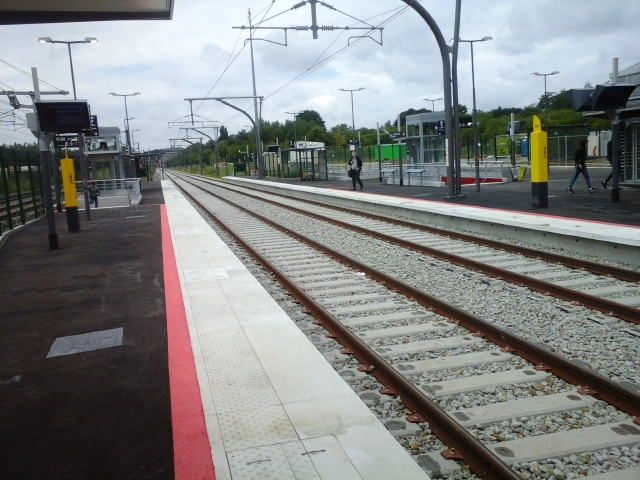
Quais de la gare.

Située entre la gare du Bourget au sud, également desservie par la ligne B du RER, et la gare de Stains-La Cerisaie au nord, la gare actuelle est construite environ 1 000 mètres au nord de l'autoroute A1 (dite autoroute du Nord) à la limite des communes de Dugny et de La Courneuve, sur le territoire communal de cette dernière mais plus proche des habitations de Dugny. Cette commune a tenté, sans succès, d'obtenir que la gare soit nommée  « Dugny - Parc Georges Valbon ». Lors de l'ouverture de la gare, les accès du parc Georges-Valbon sont distants de près d'un kilomètre, ce qui rend plus aisé l'accès au parc par la gare de Stains-La Cerisaie.
Le Département et les deux communes dévoilent en juillet 2016 un projet d'aménagement des 80 hectares bordant la gare afin de la relier au bourg de Dugny en urbanisant les terrains au nord de la route départementale 114, tout en agrandissant le parc Georges-Valbon du terrain des Essences, un précédent projet d'urbanisation, évoqué en 2008 dans le cadre du projet d'accueil de l'école d'ingénieurs ESTACA, ne s'étant pas concrétisé. Le site voisin de l'Aire des vents doit accueillir le village des médias dans le cadre du projet français d'accueil des Jeux olympiques d'été de 2024. Environ 1 300 logements bas carbone doivent être construits à Dugny, soit 90 000 m2 de bâtiments, pour héberger 2 800 journalistes   à proximité du futur centre des médias. Après les Jeux, les logements seront convertis en un nouveau quartier de 4 000 habitants comprenant 20 % de locataires en logement social.

## Fréquentation
En 2022, selon les estimations de la SNCF, la fréquentation annuelle de la gare est de 1 220 226 voyageurs. Ce nombre s'élève à 977 745 en 2021, à 220 312 en 2020, à 464 595 en 2019 et à 474 457 en 2018.

## Service des voyageurs

### Accueil
La gare est équipée d'un automate pour l'achat de titres de transport valables en Île-de-France. Les quais, reliés entre eux par un passage souterrain, sont accessibles aux personnes à mobilité réduite grâce à des ascenseurs et à des lignes de contrôle adaptées. Le souterrain permet d'accéder au quai 2, en direction d'Épinay-sur-Seine. Dans le bâtiment voyageurs (au quai 1), une Work & Station permet de recharger son ordinateur ou son téléphone mobile. Le Wi-Fi est disponible dans l'ensemble de la gare.

### Desserte
- Parc d'expositions de Paris-Le Bourget
- Parc Georges-Valbon
- Cimetière intercommunal de La Courneuve
- Village des médias des Jeux olympiques d'été de 2024 (en 2024)
- Franchissement Dugny - Le Bourget (passerelle qui relie Dugny au parc sportif et scolaire du Bourget)

### Intermodalité
Depuis son ouverture, la gare est desservie par les lignes 249 du réseau de bus RATP et 610 du réseau de bus Terres d'Envol.

## Galerie de photographies

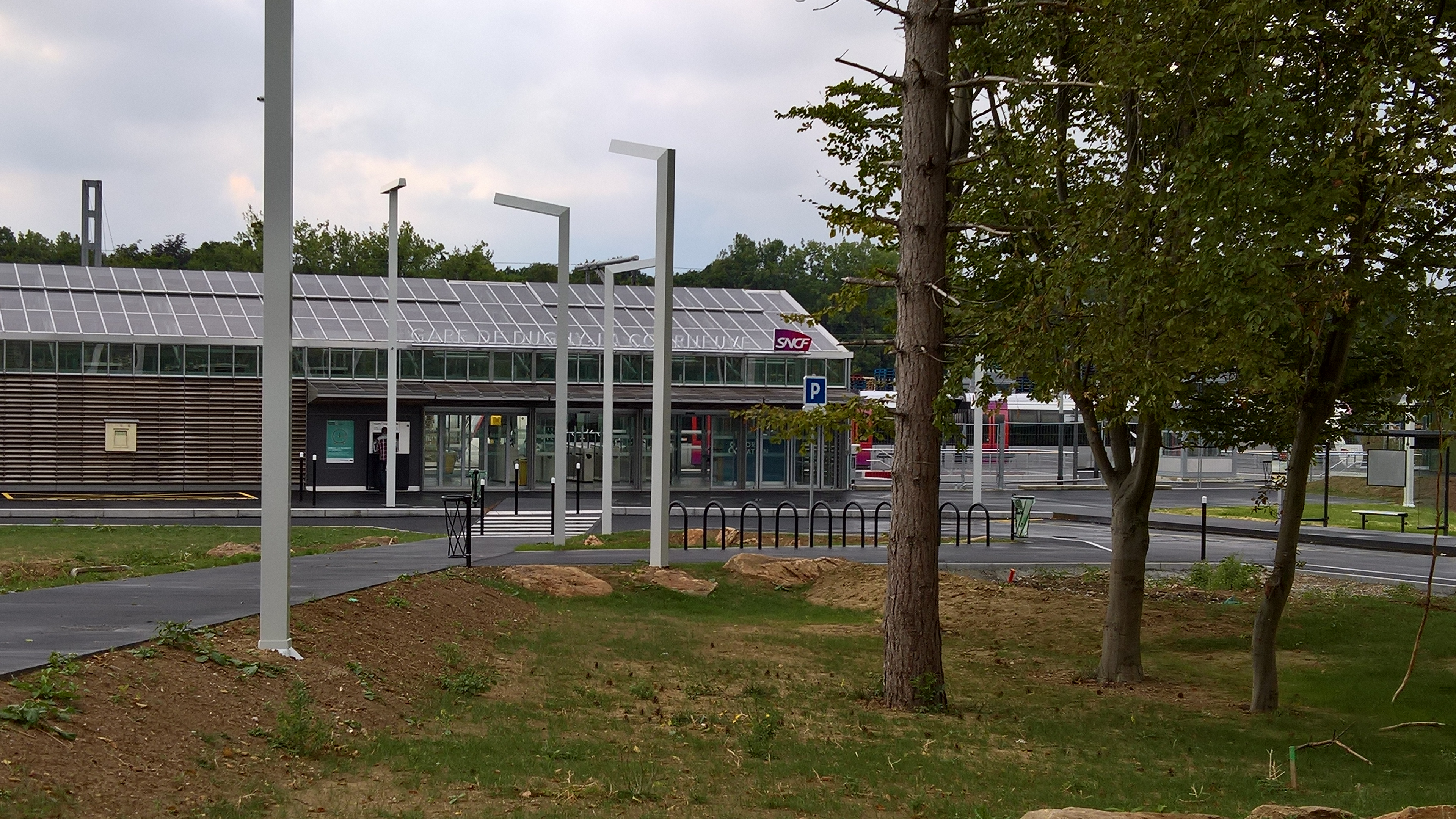
Abords de la gare, réalisés par Plaine Commune.
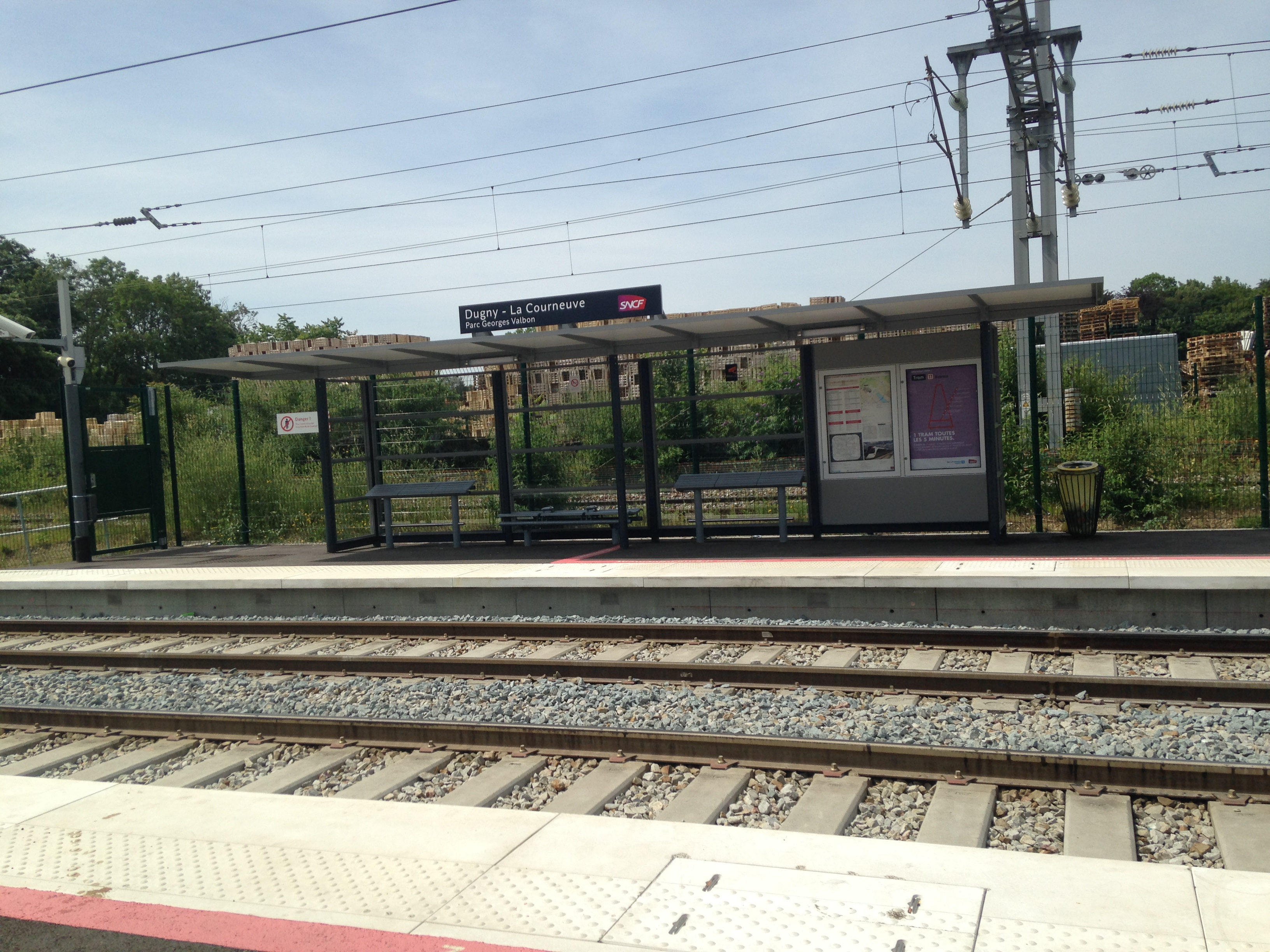
Abri de quai sur le quai en direction d'Épinay.
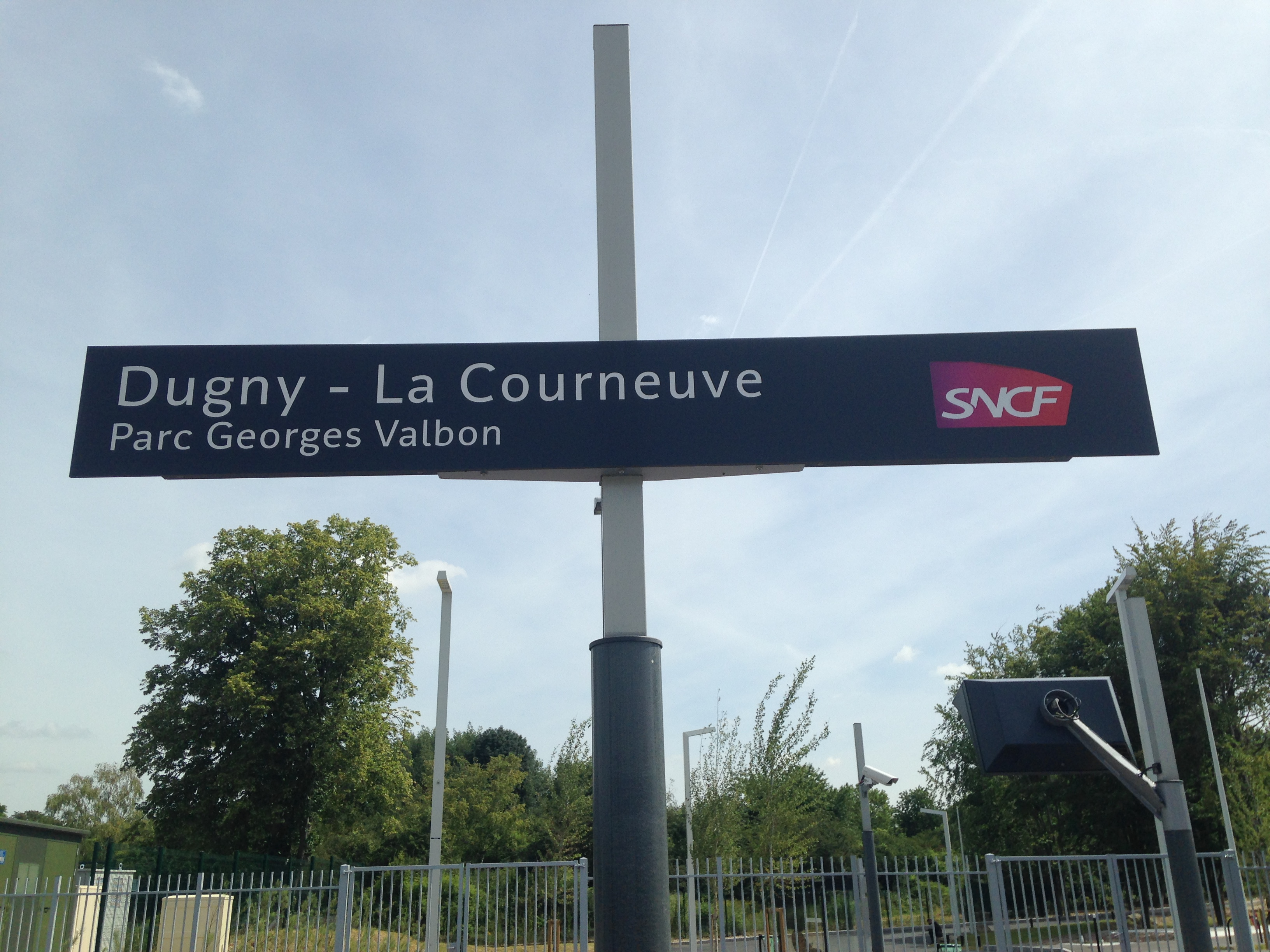
Panneau indiquant le nom de la gare.
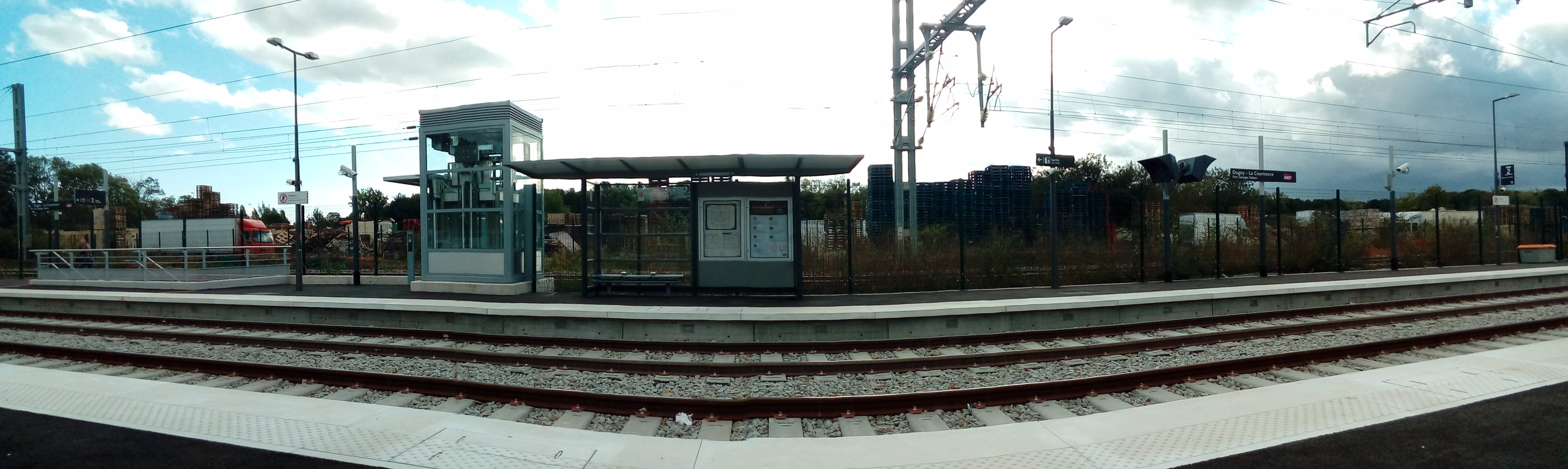
Vue panoramique des quais.